# Onze-Lieve-Vrouwe ter Eik

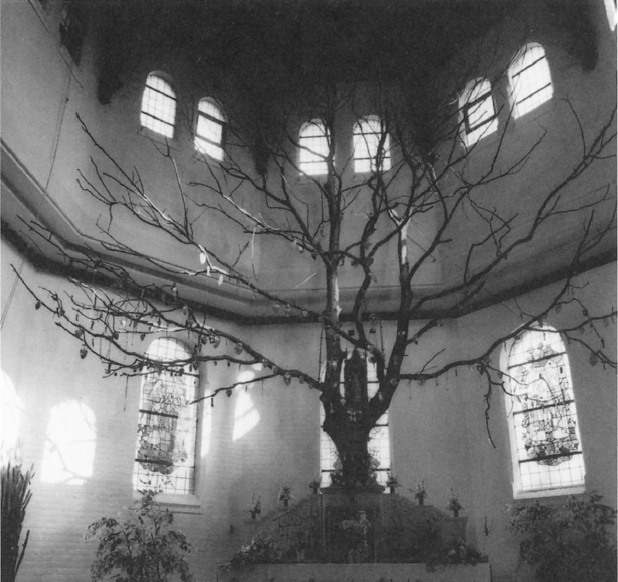
Eik binnen in de kapel Onze-Lieve-Vrouwe ter Eik

De kapel van Onze Lieve Vrouwe ter Eik in de bedevaartskerk Sint-Lambertus van Meerveldhoven is een genadeoord in Nederland.
In veel plaatsen wordt een genadebeeld van Maria vereerd dat geassocieerd wordt met een boom waaraan het ooit hing, maar alleen in Meerveldhoven hebben ze de boom laten staan en de kerk er gewoon overheen gebouwd.
Aan het einde van de 13e eeuw moet een inwoner van het toenmalige dorpje Mirfeld een Mariabeeld gevonden hebben in een eik even buiten het dorp. Hij nam het mee naar huis en gaf het een ereplaats, maar de volgende ochtend bleek het te zijn teruggekeerd naar de eik. Dit herhaalde zich tot driemaal toe, en aan de modder op de zoom van Maria's mantel kon de arme man zien dat ze hoogstpersoonlijk door de velden was teruggelopen! Het verhaal van dit wonder verbreidde zich binnen de kortste keren over de hele streek en ziedaar de geboorte van Meerveldhoven als bedevaartplaats.
In 1269 besloot men zoals hierboven vermeld een kapel over de boom heen te bouwen. Het beeld dat toen in de eik stond kan overigens nooit hetzelfde zijn geweest als dat van heden ten dage, want dat is een pijpaarden beeld uit het eind van de 15e of het begin van de 16e eeuw.
Tijdens de tirannie van de protestanten in de 17e eeuw werd het (waarschijnlijk huidige) beeld in veiligheid gebracht op het Blaarthemse slotje. De kapel werd door de hervormden als kosterij in gebruik genomen, en na vijftig jaar zelfs op afbraak verkocht. De stenen werden gebruikt om in Waalre de predikantswoning te bouwen.
De eerste rooms-katholieke schuilkerk werd in Meerveldhoven gesticht in 1683, onder andere om de nog steeds aanzienlijke scharen pelgrims op te vangen. Toen de katholieken in 1796 hun eigen kerk terugkregen werd die vier jaar later al door storm verwoest (de hervormden waren in Brabant dikwijls niet in staat geweest de door hen geconfisqueerde kerken fatsoenlijk te onderhouden).
In 1803 werd een nieuwe kerk in gebruik genomen. Deze zou nog twee keer vervangen worden door een nieuwe, de laatste keer in 1953. Ook daarin is weer plaats voor de (vernieuwde) eikenboom met het miraculeuze beeldje van Onze Lieve Vrouwe ter Eik.